# Eugène Casalis
Pour les articles homonymes, voir Casalis.
Jean-Eugène Casalis, né le 9 mars 1812 à Orthez et mort le 9 mars 1891 à Paris, est un missionnaire protestant français, ethnographe du Lesotho et spécialiste de la langue séchuana. Fondateur des missions protestantes au Basutoland vingt-deux ans durant, il dirige pendant les vingt-cinq années suivantes la Maison des missions de Paris.

## Enfance et jeunesse
Eugène Casalis est né le 21 novembre 1812 dans une ancienne famille huguenote bourgeoise d’Orthez (Pyrénées-Atlantiques). Il est le second fils d'Arnaud Casalis et de Marthe-Benjamine Labourette. Adolescent, il fut très profondément marqué par le témoignage d’une figure marquante du Réveil du début du XIXe siècle, le pasteur évangélique suisse Henri Pyt, envoyé dans les Pyrénées-Atlantiques par la Société continentale de Genève.
Eugène Casalis, déterminé à devenir missionnaire, étudie à la maison des missions de la Société des missions évangéliques de Paris en 1830. Il est ordonné missionnaire le 18 octobre 1832 au temple protestant du Marais.

## En mission
La Société des missions évangéliques de Paris (SMEP) avait initialement prévu d’envoyer Eugène Casalis et deux étudiants, Constant Gosselin et Thomas Arbousset, en Algérie. Elle leur avait donc demandé d'apprendre l’arabe et d'étudier le Coran. Ils furent cependant contraints de renoncer à ce projet devant le refus de toute évangélisation de l’Algérie par les autorités militaires françaises, afin de ne pas indisposer les chefs religieux qu’elles souhaitaient se rallier. La SMEP décida alors de les envoyer au Bechuanaland afin de renforcer une première équipe missionnaire, envoyée en 1829, composée de Prosper Lemue, d'Isaac Bisseux et de Samuel Rolland.
Ils partirent le 11 novembre 1832 de Gravesend dans le Kent sur un brick britannique. Arrivés au Cap en février 1833, les trois missionnaires furent dissuadés par Lemue et Rolland d’aller au Bechuanaland, où des troubles provoquaient des migrations de populations qui rendaient impossible toute évangélisation.
C’est alors qu’ils furent approchés par un chasseur « mulâtre » mosotho envoyé par le roi de ce qu'on nommait alors Basutoland, Moshoeshoe, qui souhaitait la venue dans son royaume de « Blancs bienveillants ».
Arbousset, Gosselin et Casalis acceptèrent la proposition et arrivèrent, début juin 1833, à Thaba Bosiu, la capitale du royaume des Basotho, située en pleine montagne. Ils furent accueillis chaleureusement par Moshoeshoe et ils se mirent d’accord sur deux emplacements pour les missions : l’un près de la capitale, l’autre en plaine, à trente kilomètres de Thaba Bosiu, en un lieu qui fut nommé Morija en juillet 1833. Cette station missionnaire allait devenir le centre de l’activité missionnaire protestante française au Basutoland, avec un temple, des écoles, une imprimerie et un hôpital.
En 1837, à la demande du roi Moshoeshoe, Eugène Casalis quitta Morija pour aller s’établir près de Thaba Bosiu. Ayant un très bon contact avec le roi, il devint rapidement son conseiller spirituel et politique, pour ainsi dire son ministre des Affaires étrangères. Il conseilla au roi de se rapprocher des Anglais et de chercher leur protection afin d’empêcher l’invasion d’une partie de son pays par les fermiers Boers. Les négociations aboutirent à la signature du traité dit de Napier.
En 1838, Eugène Casalis épousa au Cap Sarah Dyke, fille d’un marchand d’origine écossaise établi dans la colonie, le couple a six enfants, nés au Lesotho.
En juin 1849, il revint en France afin d’y collecter des fonds. En effet, la crise économique qui avait précédé la Révolution de 1848 avait porté un grave coup aux finances de la SMEP qui avait dû fermer la Maison des missions de Paris et plusieurs stations missionnaires au Basutoland ; les missionnaires n’étaient plus payés. Le protestantisme traversait une période de crise sur le plan théologique, divisé entre protestants libéral et «orthodoxes / évangéliques ». La Mission demeurait un lien entre les deux groupes. La tournée de Casalis connut un grand succès car il était le premier missionnaire à revenir dans son pays pour témoigner.
Retourné au Basutoland quinze mois plus tard, Eugène Casalis découvrit que ses projets étaient en mauvaise situation. Depuis son départ, de nombreux convertis avaient repris leurs pratiques antérieures et les relations avec les Anglais n’avaient fait que s’envenimer. Cette situation s’aggrava d’ailleurs dans les années suivantes, les Anglais envahissant même le Basutoland en 1855. Bien que victorieux dans tous les combats, Moshoeshoe, conseillé encore une fois par Casalis, accepta la négociation qui aboutit à un armistice entre la colonie du Cap et l’état souverain du Basutoland.
En 1855, après quatre nouvelles années au Basutoland, Eugène Casalis quitta définitivement le pays à un moment critique, les Boers et les Anglais faisant peser des menaces de plus en plus vives sur le territoire du Basutoland. Sarah Casalis meurt en 1854, et Eugène se remarie en février 1859 avec Sophie Bourgeoix, le couple a cinq enfants.
Eugène Casalis était rappelé à Paris pour diriger la Maison des missions, à nouveau ouverte. Il assuma la charge de directeur de la Société des missions, tout en étant aussi pasteur de l'église réformée de Passy-Annonciation à Paris,  jusqu’en 1878, date à laquelle il fut d'abord secondé, puis remplacé lorsqu'il démissionna en 1882, par le pasteur Alfred Boegner. Il est fait chevalier de la Légion d'honneur en 1885.
Eugène Casalis meurt à Paris le 9 mars 1891.

## Ethnographe et linguiste
Les trois missionnaires traduisirent en langue séchuana les Évangiles ainsi qu’une cinquantaine de chapitres de la Bible.
Eugène Casalis publia, en 1841, un essai de fixation de la langue et de la grammaire séchuana (Études sur la langue séchuana). Après son retour définitif en France, Eugène Casalis publia, en 1859, Les Bassoutos, ou vingt-trois années d'études et d'observations au Sud de l'Afrique, un ouvrage précurseur d’ethnographie qui ne s’inscrit pas dans le style des explorateurs de l’époque.

## Publications
- Études sur la langue séchuana, Paris, Imprimerie royale, 1841, 103 p., reproduit en 1974 par INALCO/AUPELF, Paris (microfiches)
- Notice biographique sur la vie, la conversion et la mort de Manoah, membre de l'Église de Thaba-Bossiou, chez les Béchuanas-Bassoutos (Afrique méridionale), Société des missions évangeliques de Paris, J. Smith, Paris, 1843, 12 p., lire en ligne sur Gallica
- Les Bassoutos, ou vingt-trois années d'études et d'observations au Sud de l'Afrique, Paris, Société des missions évangéliques, 1859 (traduit en anglais par l'auteur en 1861), lire en ligne sur Gallica, réédité en 2012 par le CEPB avec une présentation de Jean-François Zorn[11].
- Mes souvenirs, Paris, Fischbacher, 1886, 4e édition, 344 p., lire en ligne sur Gallica